# Jason Snell
Jason Snell é um supervisor de efeitos visuais estadunidense. Foi indicado ao Oscar de melhores efeitos visuais na edição de 2017 pelo filme Deepwater Horizon. Dentre seus outros trabalhos reconhecidos estão Silence e Star Trek Into Darkness.